# گیولی ماندژگالادزه
گیولی ماندژگالادزه (اوکراینی: Гіулі Шотайович Манджгаладзе؛ زادهٔ ۹ سپتامبر ۱۹۹۲) بازیکن فوتبال اهل اوکراین است.
از باشگاه‌هایی که در آن بازی کرده‌است می‌توان به باشگاه فوتبال سیونی بولنیسی و باشگاه فوتبال زوریا لوهانسک اشاره کرد.